# Алекс Сирвент
Алехандро Мариано Сирвент Бартон (на испански: Alejandro Mariano Sirvent Barton), известен и като Алекс Сирвент, е мексикански актьор, композитор и певец.

## Биография
На 12-годишна възраст Алекс Сирвент започва кариерата си като певец в групата La Onda Vaselina (днес OV7), а по-късно се присъединява към група Mercurio, в която е единствен член, участващ в нея от основаването ѝ до нейното разпадане.
След разпадането на Mercurio започва солова кариера и влиза в Центъра за артистично образование към Телевиса. След като се дипломира, през 2004 г.започва актьорската си кариера в теленовелата Corazones al límite, продуцирана от Роберто Ернандес Васкес, а година по-късно участва в теленовелата Срещу вълните на живота, продуцирана от Никандро Диас Гонсалес. По-късно компания Телемундо го кани да изиграе една от главните роли в теленовелата Madre Luna.
През 2008 г. се завръща в Мексико и участва в теленовелата Удар в сърцето, продуцирана от Анджели Несма.
През 2009 г. участва в театралната постановка Sicario.
През 2010 г. участва в теленовелата Да обичаш отново, а едновременно с това създава музиката към теленовелата Изпълнена с любов.
През 2012 г. участва в теленовелата Смела любов и композира музиката към теленовелата Бездната на страстта.
През 2013 г. участва в теленовелата Искам да те обичам и композира музиката към теленовелата Това, което животът ми открадна.
През 2015 г. създава музиката към теленовелата Нека Бог ти прости и издава албума GREEN.
През 2016 г. композира и публикува музиката на теленовелата Трите лица на Ана, а през 2017 г. създава музиката на теленовелата Признавам се за виновна, и двете продукции са продуцирани от Анджели Несма.

## Филмография

### Кино
- Santiago Apóstol (2017) .... Теодоро

### Теленовели
- Educando a Nina (2018) .... Антонио Агире
- Да обичам без закон (2018) .... Артуро Ернандес / Едгар Кардосо
- Амазонките (2016) .... Фабрисио Айенде
- Сянката на миналото (2014/15) .... Емануел Сапата Гардуньо / Емануел Мендоса Лосада
- Това, което животът ми открадна (2013/14) .... Ерик
- Искам да те обичам (2013) .... Мауро Монтесинос (млад) / Марко Антонио Линарес / Мауро Монтесинос Мартинес
- Смела любов (2012) .... Рафаел Кинтана
- Да обичаш отново (2010/11) .... Алсидес
- Удар в сърцето (2008/09) .... Роландо Клундер
- Madre Luna (2007/08) .... Валентин Агире
- Аз обичам неустоимия Хуан (2007/08) .... Ектор
- Срещу вълните на живота (2005) .... Хосе Мария „Чема“
- Corazones al límite (2004) .... Едуардо Ареяно Гомес

### Театър
- Cuarteto de una pasión (2018)
- El otro lado de la cama (2017)
- Marta tiene un marcapasos (2016)
- Las criadas (2015)
- Godspell (2014)
- Sicario (2009)
- Vaselina 2mil6 (2006) .... Кико